# Scincella rara
Espèce
Synonymes
- Paralipinia rara Darevsky & Orlov, 1997

Scincella rara est une espèce de sauriens de la famille des Scincidae.

## Répartition
Cette espèce est endémique de la province de Gia Lai au Viêt Nam.

## Publication originale
- Darevsky & Orlov, 1997 : A new genus and species of scincid lizard from Vietnam: First asiatic skink with double rows of basal subdigital pads. Journal of Herpetology, vol. 31, no 3, p. 323-326.